# Кантус
Кантус — посёлок в Таштагольском районе Кемеровской области. Входит в состав Усть-Кабырзинского сельского поселения.

## География
Центральная часть населённого пункта расположена на высоте 484 метров над уровнем моря.

## Население
По данным Всероссийской переписи населения 2010 года, в посёлке Кантус проживает 2 человека (1 мужчина, 1 женщина).